# Твентеранд
Твентеранд (нід. Twenterand, Нідерландською: [ˈtʋɛntərɑnt] ( прослухати)) — муніципалітет у Нідерландах, у провінції Оверейсел.
Утворений 2001 року об'єднанням колишніх муніципалітетів Врізенвен і Ден-Гам.

## Галерея

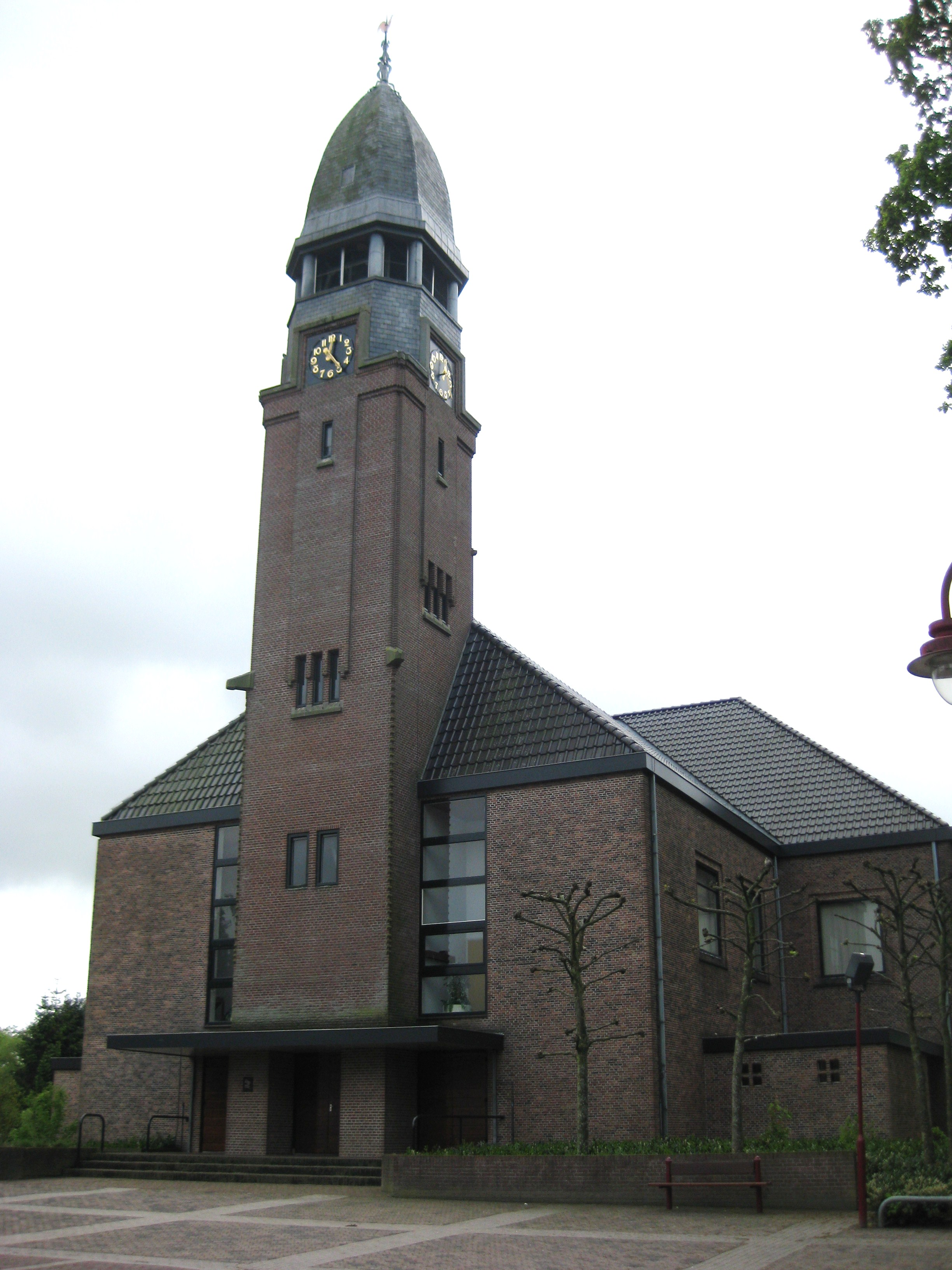
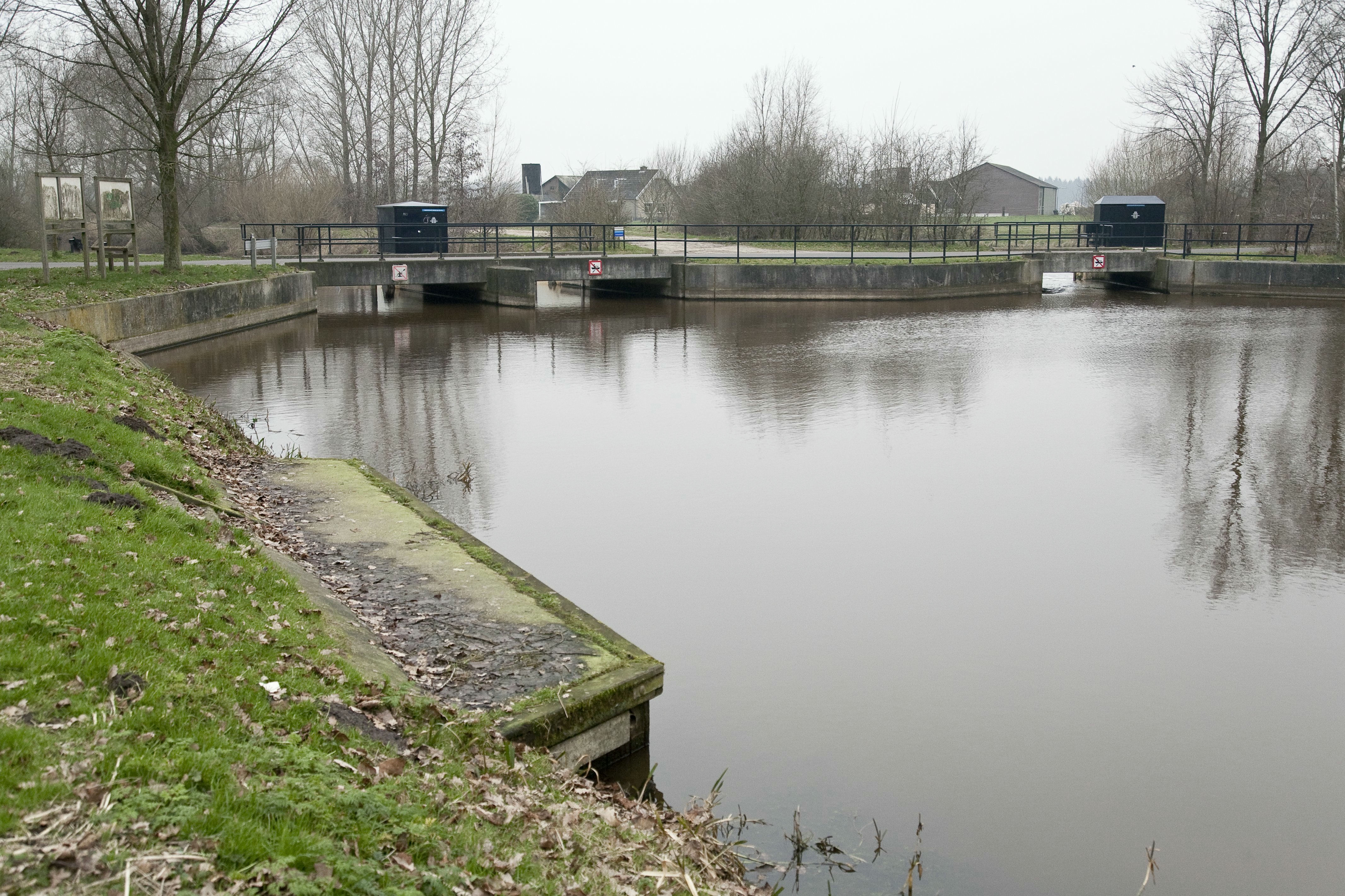
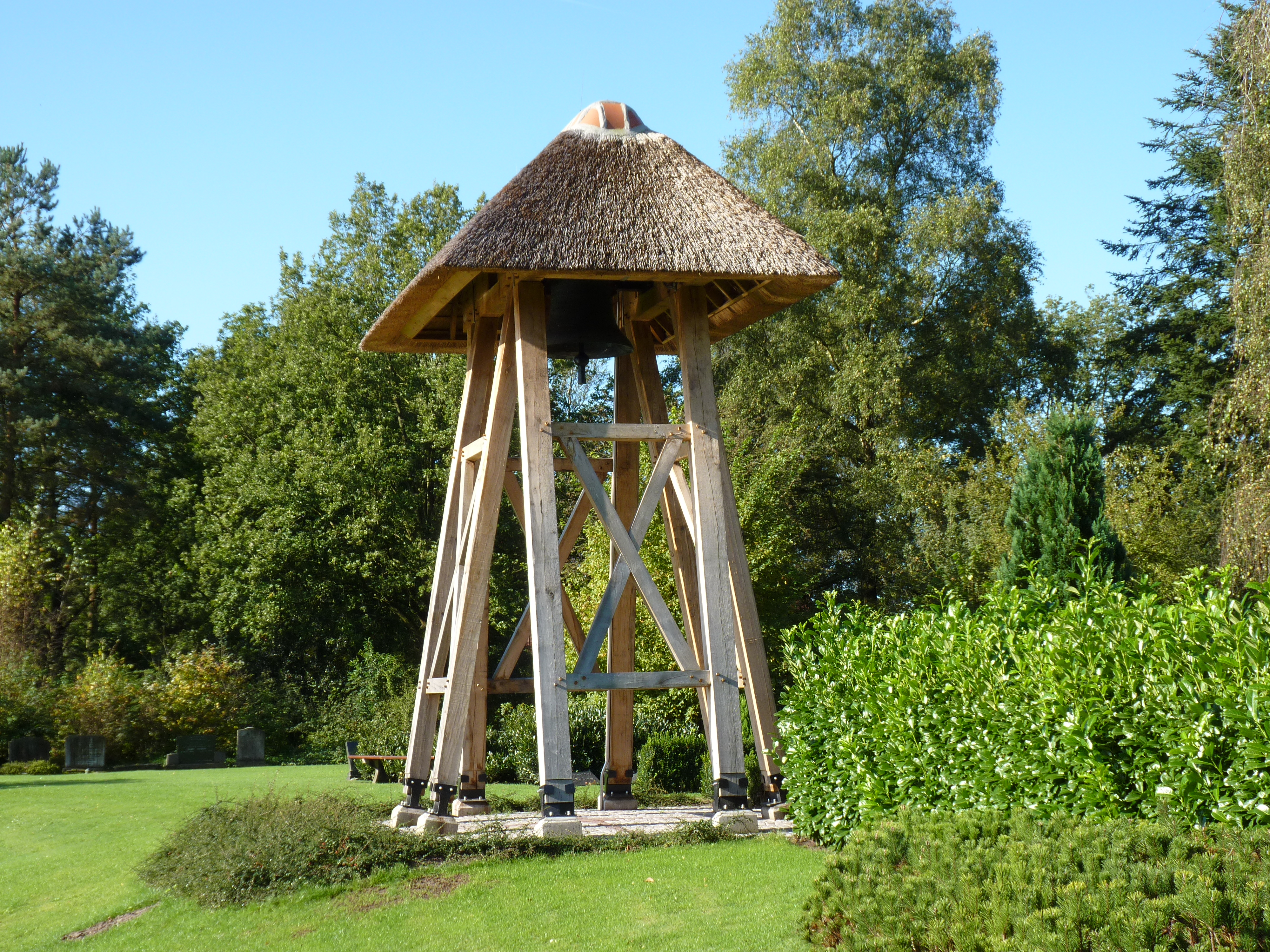
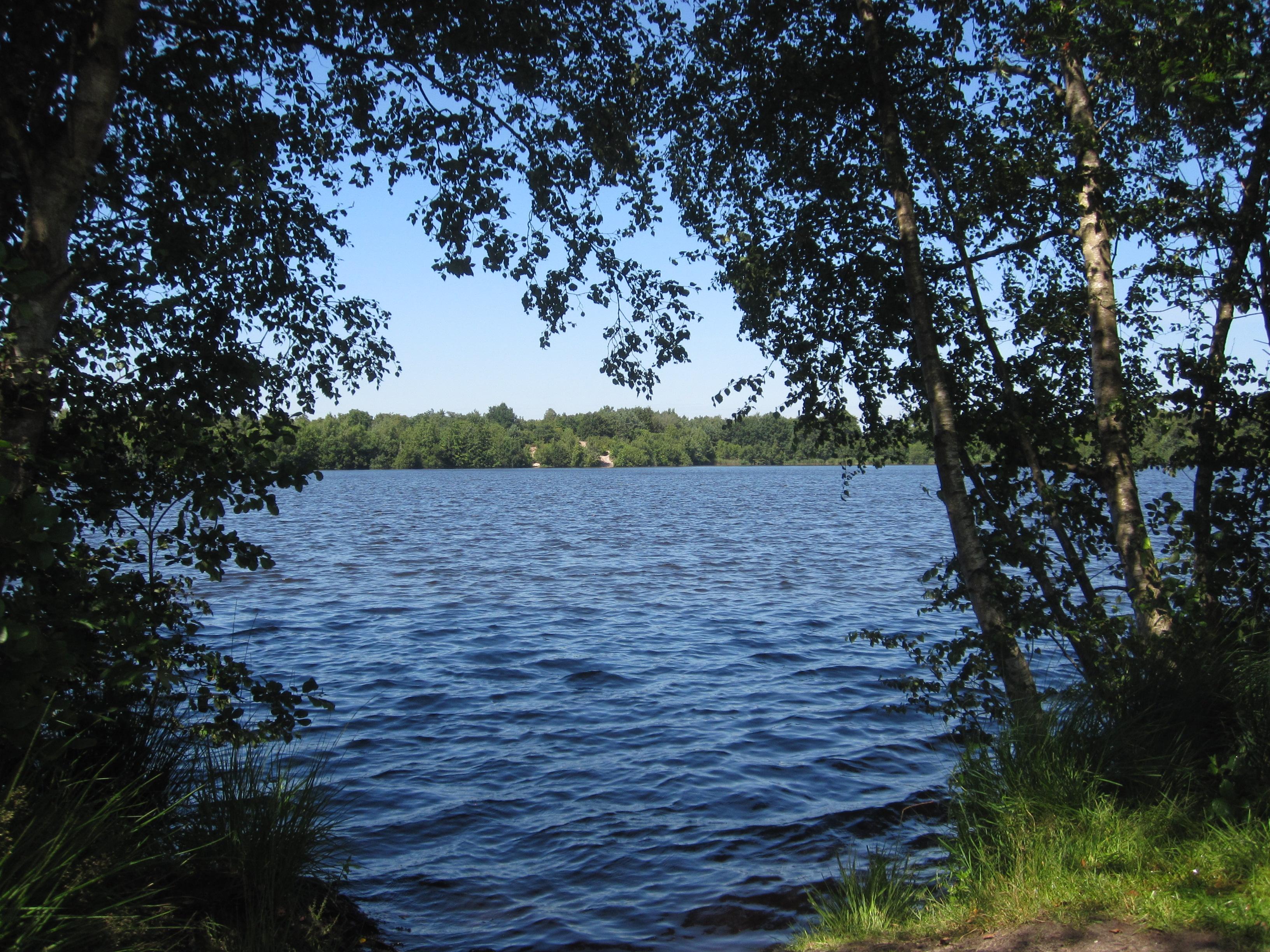

## Населені пункти муніципалітету
Міста
- Врізенвен

Села
- Вестергар-Врізенвенсевейк
- Вромсгоп
- Гердейк
- Де-Поллен
- Ден-Гам

Селища
- Мер

## Визначні мешканці
- Беренд Венеберґ (нар. 1963 у Ден-Гамі) — нідерландський стронгмен та паверліфтер
- Йоган Кенкгейс (нар. 1980 у Врізенвені) — нідерландський плавець